# New Moon (trilha sonora)
The Twilight Saga: New Moon (Original Motion Picture Soundtrack) é a trilha sonora oficial do filme Lua Nova (2009). O score foi composto por Alexandre Desplat enquanto o resto da trilha sonora foi feita pela supervisão de Alexandra Patsavas, que produziu a trilha sonora do primerio filme da saga. O álbum New Moon: Original Motion Picture Soundtrack foi lançado em 16 de outubro de 2009 pela gravadora Chop Shop, em conjunto com a Atlantic Records.

## New Moon: Original Motion Picture Soundtrack
A trilha sonora de Lua Nova contém músicas que foram feitas exclusivamente para a trilha sonora e é composta por vários artistas do estilo indie rock e rock alternativo. O diretor de Lua Nova, Chris Weitz, disse que a trilha sonora teria canções das bandas Radiohead, Muse e Band of Skulls. Death Cab for Cutie contribuiu para a trilha sonora com um single, uma música escrita exclusivamente para a trilha sonora chamado "Meet Me on the Equinox", que estreou em 13 de setembro de 2009 durante o MTV Video Music Awards. O baixista Nick Harmer disse "nós escrevemos 'Meet Me On the Equinox' para refletir sobre os temas celestiais que estão na saga Twilight e nós queriamos capturar esse sentimento desesperado do começo e do fim que afetam os personagens principais." O video clipe de "Meet Me on the Equinox" estreou em 7 de outubro de 2009 e inclui trechos do filme. A banda inglesa de rock Muse contribuiu por sua vez com um remix de sua canção "I Belong to You", que foi lançada originalmente em seu álbum intitulado The Resistance de 2009. A trilha sonora seria oficialmente lançada em 20 de outubro de 2009, mas a data foi antecipada para 16 de outubro devido a busca sem prescedentes pelo CD.

### Faixas
1. "Meet Me on the Equinox" (Death Cab for Cutie) – 3:44
2. "Friends" (Band of Skulls) – 3:09
3. "Hearing Damage" (Thom Yorke) – 5:04
4. "Possibility" (Lykke Li) – 5:06
5. "A White Demon Love Song" (The Killers) – 3:34
6. "Satellite Heart" (Anya Marina) – 3:33
7. "I Belong to You" [New Moon Remix] (Muse) – 3:12
8. "Rosyln" (Bon Iver e St. Vincent) – 4:49
9. "Done All Wrong" (Black Rebel Motorcycle Club) – 2:49
10. "Monsters" (Hurricane Bells) – 3:16
11. "The Violet Hour" (Sea Wolf) – 3:32
12. "Shooting the Moon" (OK Go) – 3:18
13. "Slow Life" (Grizzly Bear feat. Victoria Legrand)[9] – 4:21
14. "No Sound But the Wind" (Editors) – 3:48
15. "New Moon (The Meadow)" (Alexandre Desplat) – 4:09[10]

#### Faixa bônus do iTunes
- "Solar Midnite" (Lupe Fiasco)[11]
- "All I Believe In" (The Magic Numbers)[11]
- "Die Fledermaus - Duettino: Ach, ich darf nicht hin zu dir" (orquestra da APM)[11]
- "Meet Me on the Equinox" music video (Death Cab for Cutie)[11]
- "Wandrers Nachtlied II, Op. 96, No. 3, D.768" (Ulf Bastlein) (apenas na pre-venda)[11]

#### Faixas bônus internacional
- "Thunderclap" (Eskimo Joe) (Austrália)[12]
- "Frente al Mar" (Ximena Sariñana) (América Latina)
- "Cavalier Noir" (BB Brunes) (França)[13]
- "Es Tut Wieder Weh" (Jennifer Rostock) (Alemanha)[14]

### Marketing
A Hot Topic fez em suas diversas lojas espalhadas pelos Estados Unidos a tradicional listening party para a trilha sonora de Lua Nova em 16 de outubro, onde os fãs puderam ouvir todo o CD na integra, álem de mensagens das bandas que compôem o álbum. A capa do álbum é também um poster oficial de Lua Nova.
A versão internacional da trilha sonora foi lançada em alguns países contendo algumas faixas bônus com artistas "locais". Por exemplo, a mexicana vendecora do Grammy e nomeada ao Grammy Latino, Ximena Sariñana está na versão especial da trilha sonora para América Latina, com a canção "Frente al Mar" ("De frente para o mar").

### Paradas musicais
A trilha sonora chegou a posição n° 2 no iTunes Store Top Albums Chart dos EUA apenas na pré-venda e estreou em segundo na Billboard 200. O álbum finalmente ocupou o topo das paradas da Billboard 200 uma semana após seu lançamento, vendendo mais de 153 mil cópias nos Estados Unidos. Na Nova Zelândia foi certificado Ouro em 18 de outubro de 2009, após vender 7,500 cópias em sua semana de estréia  chegando a posição n° 2 nos charts daquele país e então recebeu a certificação de Platina vendendo mais de 15 mil cópias. Na Austrália, a trilha sonora chegou ao Primeiro lugar na iTunes Store e ficou também no Top 5 dos mais vendidos em sua estréia. Estreou primeiro como n° 2 nos charts da ARIA em 26 de outubro de 2009, sendo certificado Platina em sua primeira semana de vendas naquele país. No Reino Unido o álbum estrou como n° 1 nos charts dos mais vendidos.
| Paradas                              | Posição | Certificação | Vendas     |
| ------------------------------------ | ------- | ------------ | ---------- |
| Austrália ARIA Albums Chart          | 2       | Platina      | 70,000+    |
| Alemanha Albums Chart                | 3       | Ouro         | 100,000    |
| Dinamarca Albums Top 40              | 36      |              |            |
| Espanha Albums Chart                 | 12      |              |            |
| França Albums Chart                  | 16      |              |            |
| Finlândia Albums Chart               | 25      |              |            |
| Itália Albums Chart                  | 10      |              |            |
| Irlanda Compilation Albums Chart     | 1       |              |            |
| Países Baixos Albums Top 100         | 66      |              |            |
| México Albums Chart                  | 4       | Ouro         | 50,000+    |
| Nova Zelândia Albums Chart           | 2       | Platina      | 15,000+    |
| Polónia Albums Chart                 | 37      |              |            |
| Suíça Albums Top 100                 | 9       |              |            |
| Reino Unido Compilation Albums Chart | 1       |              |            |
| Billboard 200                        | 1       | Platina      | 1,082,481+ |

### Recepção
As criticas iniciais a trilha sonora de Lua Nova foram em geral favoráveis. A Metacritic deu um bom parecer ao álbum, que também recebeu nota média de 75 numa escala até 100.

## Score
O score de Lua Nova foi composto por Alexandre Desplat. Ele substituiu Carter Burwell, que compôs o score para o filme anterior, Crepúsculo. Weitz já trabalhou com Desplat, que fez também o score do seu filme The Golden Compass.
Faixas
1. "New Moon" – 3:19
2. "Bella Dreams" – 2:05
3. "Romeo & Juliet" – 2:46
4. "Volturi Waltz" – 1:17
5. "Blood Sample" – 1:15
6. "Edward Leaves" – 5:03
7. "Werewolves" – 4:25
8. "I Need You" – 1:38
9. "Break Up" – 2:04
10. "Memories of Edward" – 1:39
11. "Wolves v. Vampire" – 4:32
12. "Victoria" – 2:05
13. "Almost a Kiss" – 2:12
14. "Adrenaline" – 2:24
15. "Dreamcatcher" – 3:31
16. "To Volterra" – 9:18
17. "You're Alive" – 2:11
18. "The Volturi" – 8:37
19. "The Cullens" – 4:32
20. "Marry Me, Bella" – 4:04
21. "Full Moon" – 3:15[36]